# Unihockey-B-Weltmeisterschaft 2006
Die Unihockey-B-Weltmeisterschaft der Herren 2006 wurde vom 21. bis 28. Mai wie die A-Weltmeisterschaft in Schweden ausgespielt.
Das Turnier gewann die Mannschaft Estlands vor Ungarn und den Niederlanden.

## Platzierungsspiele

### Spiel um Platz 19
| Australien | 6 | – | 11 | Großbritannien | 27. Mai 2006 |  |

### Spiel um Platz 17
| Vereinigte Staaten | 13 | – | 7 | Singapur | 26. Mai 2006 |  |

### Spiel um Platz 15
| Österreich | 8 | – n. V. | 7 | Japan | 27. Mai 2006 |  |

## Endrunde

### Halbfinale
| Slowenien | 2 | – | 10 | Ungarn | 26. Mai 2006 |  |

| Estland | 12 | – | 4 | Niederlande | 26. Mai 2006 |  |

### Kleines Finale (Spiel um Platz 13)
| Slowenien | 3 | – | 4 | Niederlande | 27. Mai 2006 |  |

### Finale (Spiel um Platz 11)
| Estland | 13 | – | 3 | Ungarn | 27. Mai 2006 |  |

## Abschlussplatzierung
| Platz | Gesamt | Land               |
| ----- | ------ | ------------------ |
| 1     | 11     | Estland            |
| 2     | 12     | Ungarn             |
| 3     | 13     | Niederlande        |
| 4     | 14     | Slowenien          |
| 5     | 15     | Österreich         |
| 6     | 16     | Japan              |
| 7     | 17     | Vereinigte Staaten |
| 8     | 18     | Singapur           |
| 9     | 19     | Großbritannien     |
| 10    | 20     | Australien         |

Estland spielt damit als Turniersieger 2008 in der A-Division.

## Scorer
|     | Spieler          | Sp | G  | A  | P  |
| --- | ---------------- | -- | -- | -- | -- |
| 1.  | Dennis Nanasi    | 6  | 18 | 7  | 25 |
| 2.  | Terry Samwell    | 6  | 9  | 10 | 19 |
| 3.  | Vladimir Nurmi   | 6  | 8  | 9  | 17 |
| 4.  | Bostjan Volk     | 6  | 7  | 10 | 17 |
| 5.  | Rob Labruyere    | 6  | 9  | 6  | 15 |
| 6.  | Benjamin Cernela | 6  | 9  | 6  | 15 |
| 7.  | Martin Karis     | 6  | 6  | 9  | 15 |
| 7.  | Zoltan Veszpremi | 6  | 6  | 9  | 15 |
| 9.  | Dennis Schmidt   | 6  | 4  | 11 | 15 |
| 10. | Jens Stanfield   | 4  | 9  | 4  | 13 |

## All-Star-Team
- Torhüter:  Kristian Ten Hof
- Rechter Verteidiger:  Roman Pass
- Linker Verteidiger:  Terry Samwell
- Mittelstürmer:  Rein Kivi
- Rechter Stürmer:  Dennis Nanasi
- Linker Stürmer:  Benjamin Cernela